# Парк Священний ліс

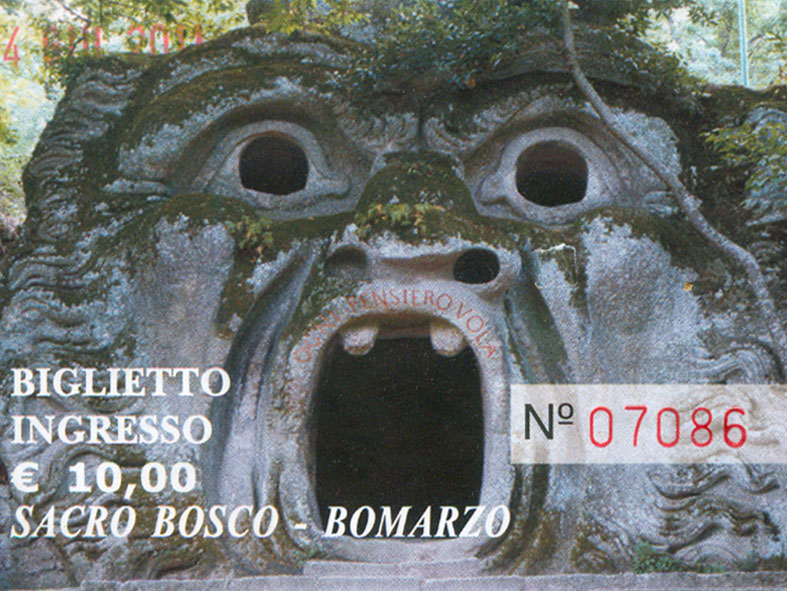
Фото квитка до парку Бомарцо 2011 р.

Парк Свяще́нний ліс (італ. Sacro Bosco, італ. Parco dei Mostri) — уславлений італійський садово-парковий ансамбль другої половини XVI ст. біля замку родини Орсіні у місті Бомарцо, неподалік Вітербо. Відомі також інші назви ансамблю — Парк Бомарцо, Парк монстрів.

## Покинутий скарб паркової культури

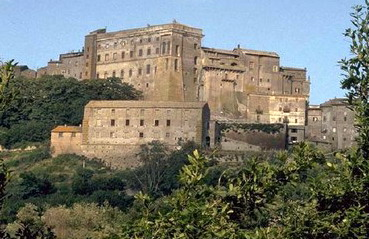
Замок-фортеця родини Орсіні. Фото 2007 року.

Бомарцо — невелике італійське місто неподалік Вітербо. Відоме тим, що тут розташований замок-фортеця родини Орсіні. Фортецю перебудували у житловий корпус палацового типу при збереженні фортифікаційних функцій і споруд.
У середині XVI століття тут виник дивацький парк з низкою павільйонів і паркових скульптур у стилі маньєризму. Парк з монстрами був занедбаний і декілька століть перебував покинутим.

## Відновлена історія створення

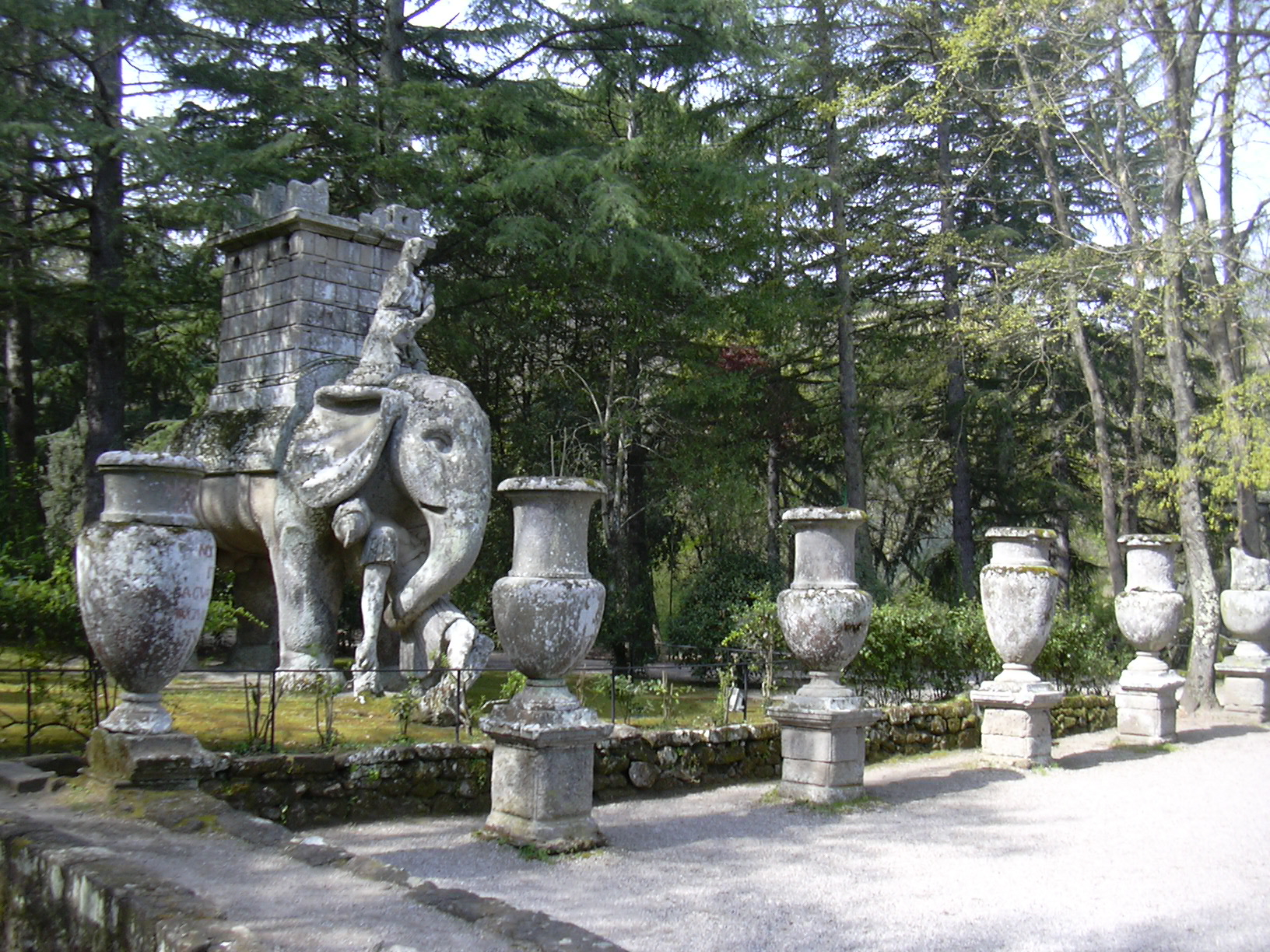
Бойовий слон Ганнібала і декоративні вази.

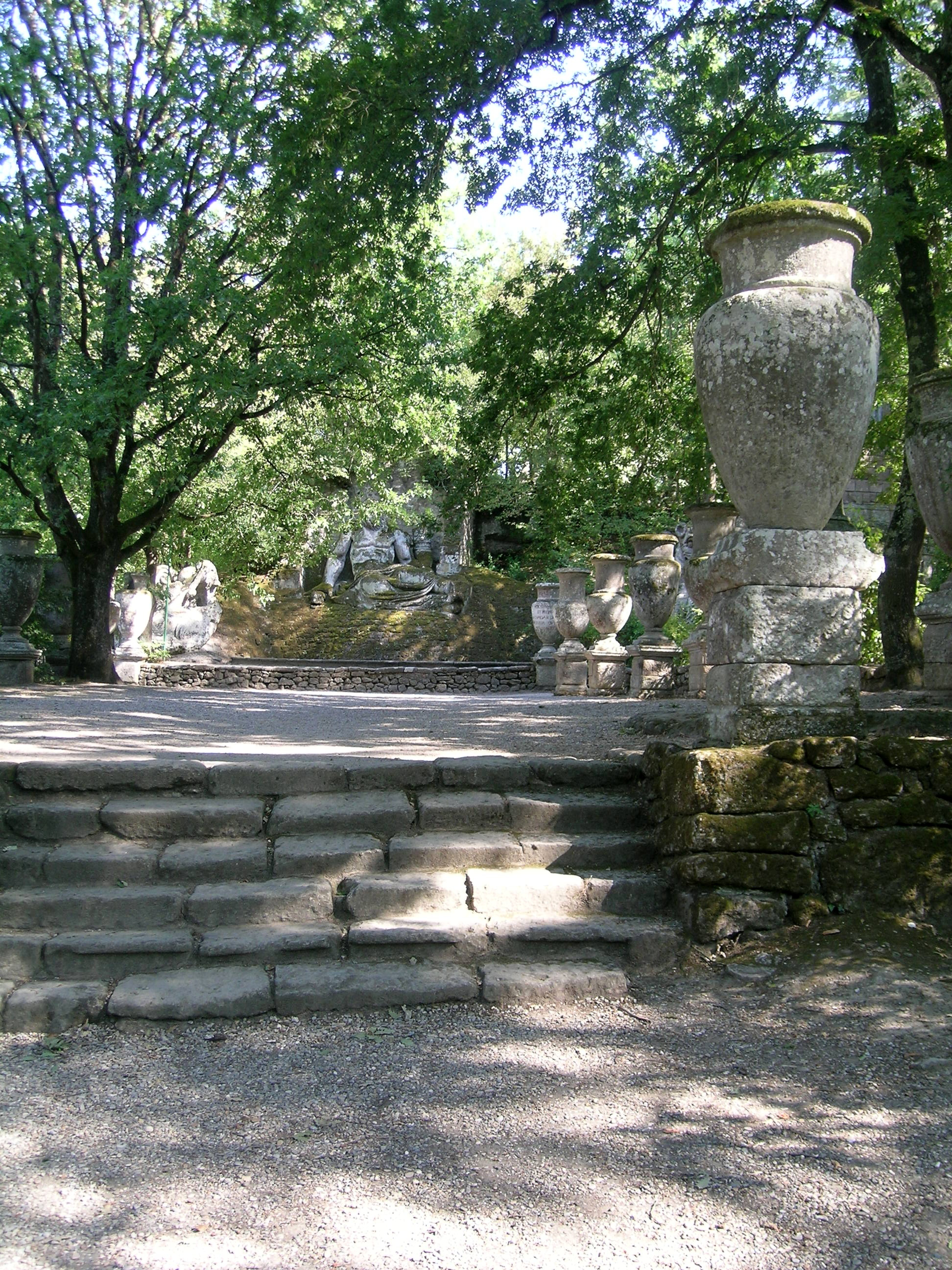
Перспектива парку

Були втрачені сторінки створення дивацького парку та його павільйонів. Історія створення садово-паркового ансамблю відновлена частково лише у XX столітті.
За даними дослідників, парк Бомарцо після століть покинутості й забуття був придбаний родиною Беттіні. У 20 столітті розпочалася його реставрація за підтримки Інституту історії та архітектури Риму, а також Французької академії у Римі.
Частково відновлений садово-арковий ансамбль доби маньєризму (паркові скульптури залишені у поруйнованому стані) був наново відкритий для відвідин 1954 року. Повернули йому і історичну, первісну назву — Священний ліс.
Ініціатива створення незвичного саду належить кондотьєру П'єр франческо Орсіні (помер чи то у 1574, чи то у 1588 році). Проект створення парку Священний ліс належить Пірро Лігоріо (бл. 1510—1583).
Будівельні роботи розпочали у 1548 році. Галявини парку поступово прикрашали велетенськими міфологічними скульптурами, серед котрих морське божество Протей та фонтан Нептун, дві фігури богині Церери, жінка-змія Єхидна, велетенська німфа, що спить, богиня помсти Фурія. Серед несподіванок парку — бойовий слон Ганнібала, Дракон у двобої з собакою та левом, Геракл у двобої з Какусом, Похилений будиночок. Серед вдалих аттакцій — велетенська маска, названа Брама до пекла, що стала символом парку. Роботи були закінчені 1580 року.
Призначення всіх — здивувати відвідувачів, вплинути на їхню свідомість незвичним та його велетенськими розмірами. Водночас відвідувач із досвідом, що бачив не один декоративний сад у Італії, помічав відсутність у саду античних скульптур чи їхніх копій, а скульптури саду монстрів велетенські, але грубуватої, ремісничої роботи.
Садово-парковий ансамбль має і власну меморіальну частину. Це Храм на честь померлої 1560 року дружини Орсіні — Джулії Фарнезе. Меморіальний храм створили за проектом архітектора і садівника Джакомо да Віньола, автора і будівника Вілли Джулія у Римі.
Скульптурну програму саду пов'язують із поемами Лудовіко Аріосто «Несамовитий Роланд» та Бернардо Тассо «Флоридант».

## Галерея фото

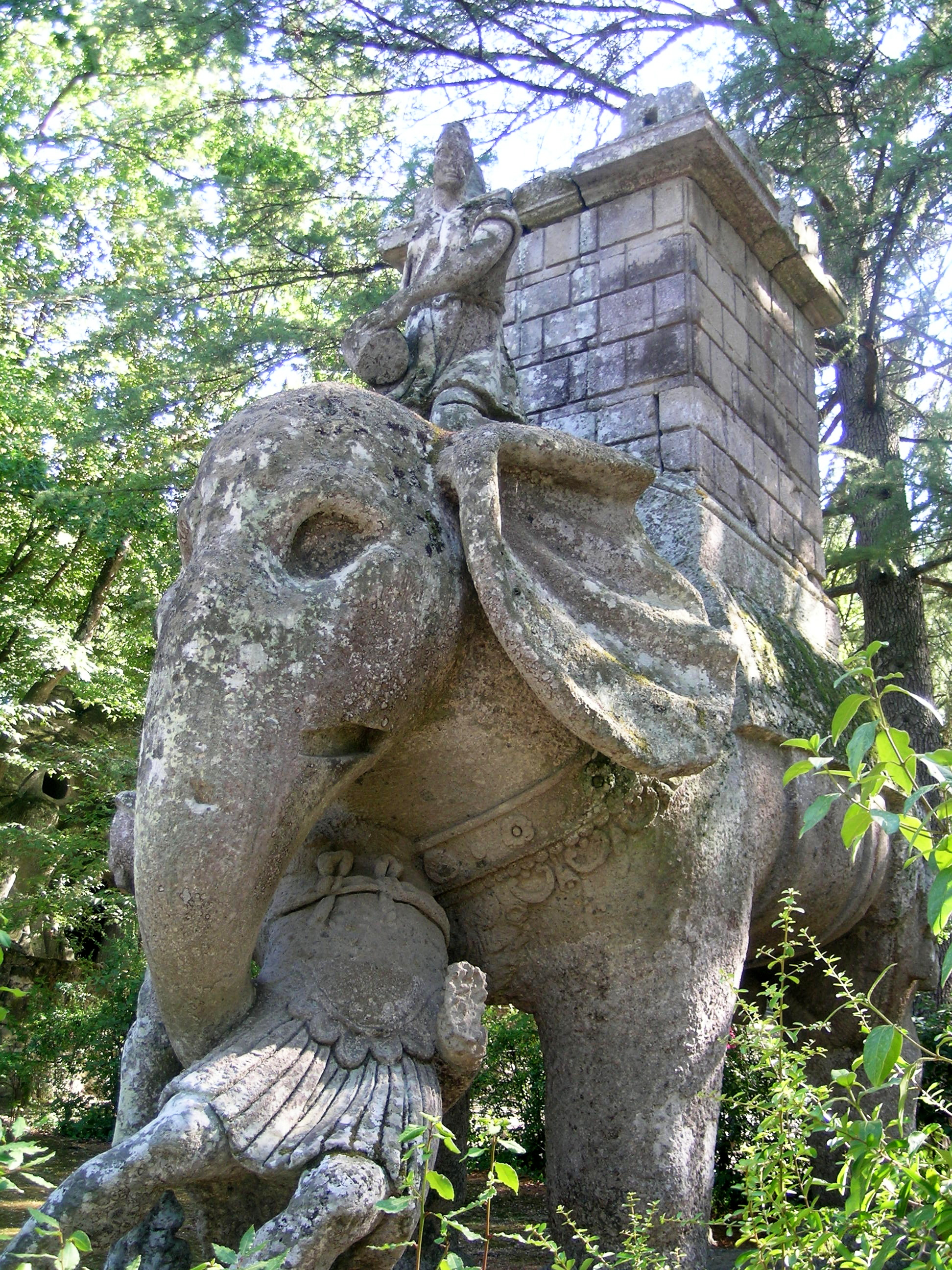
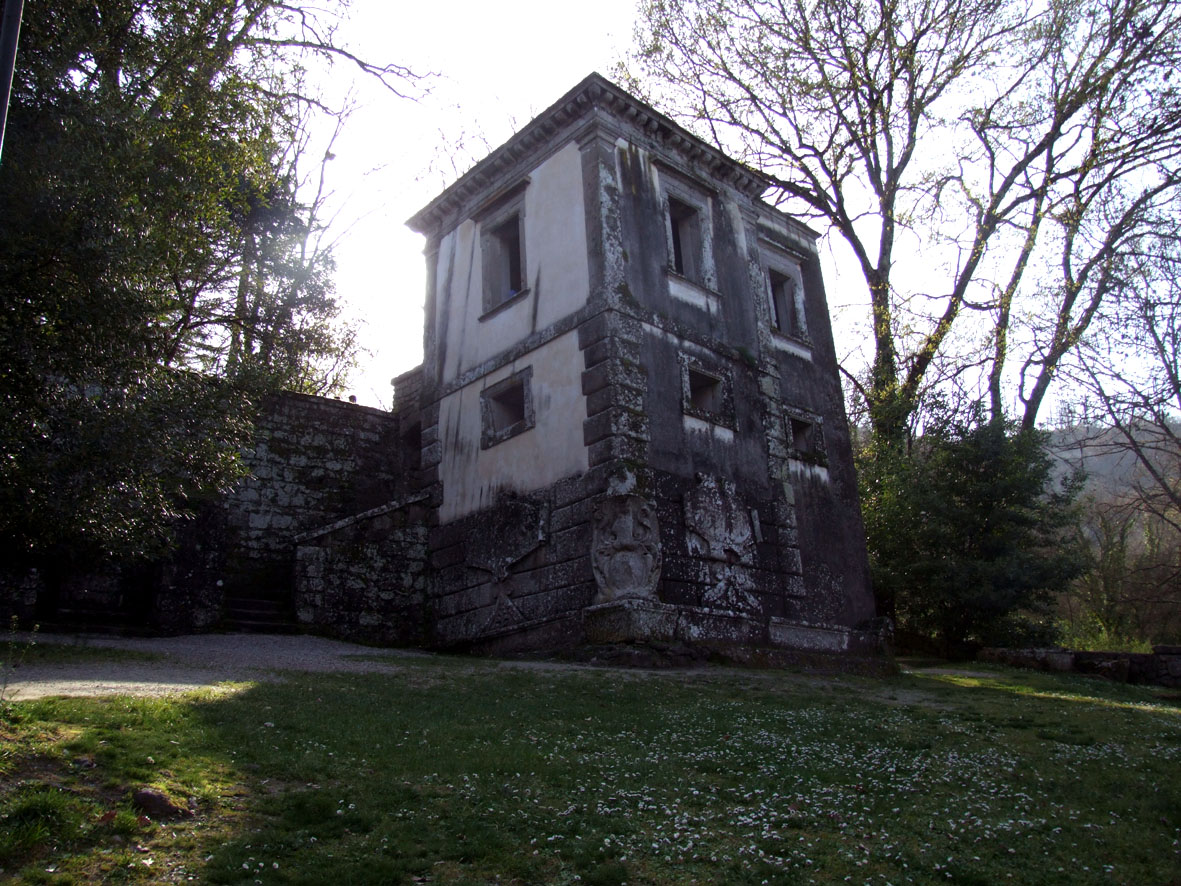
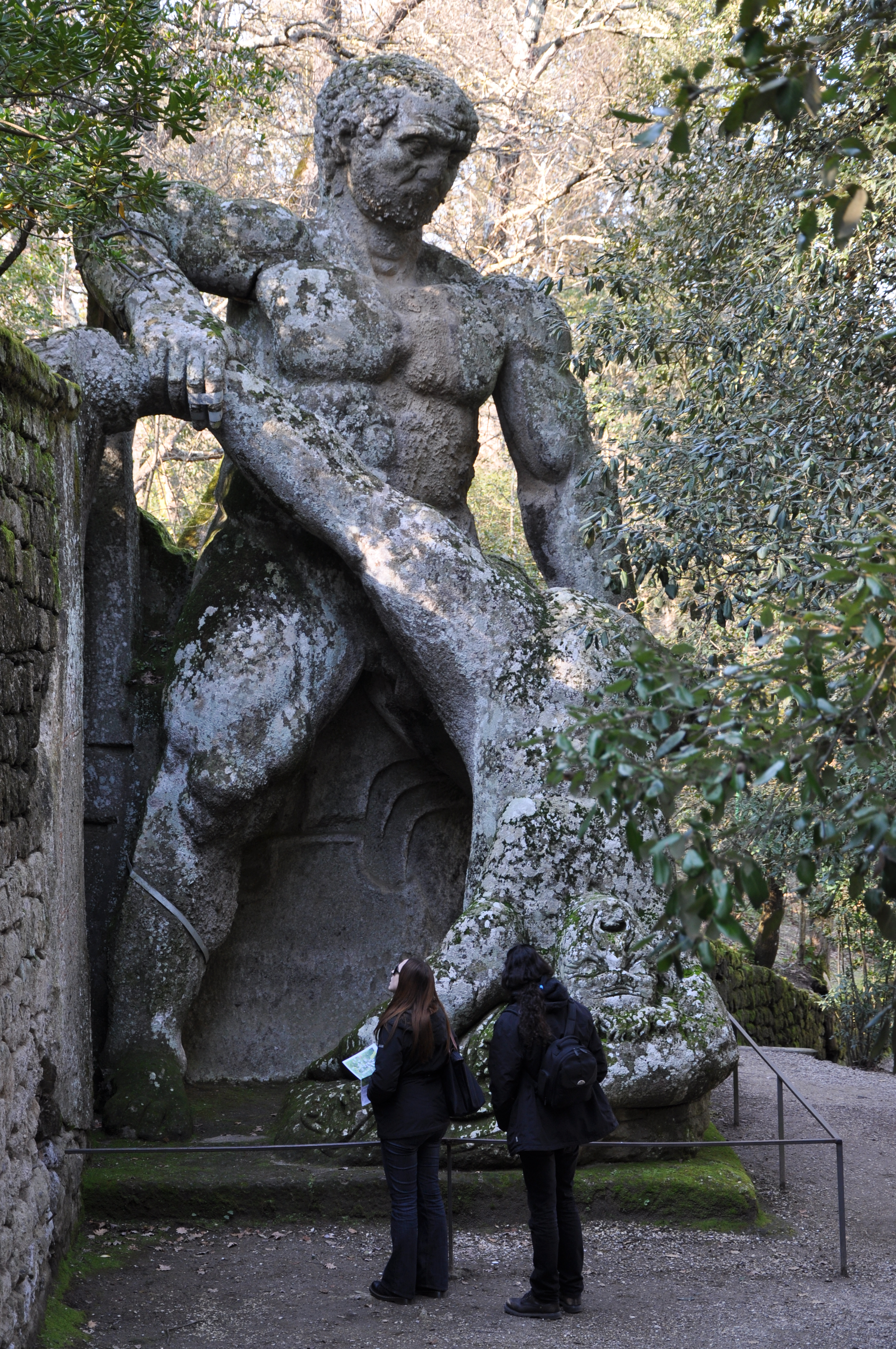
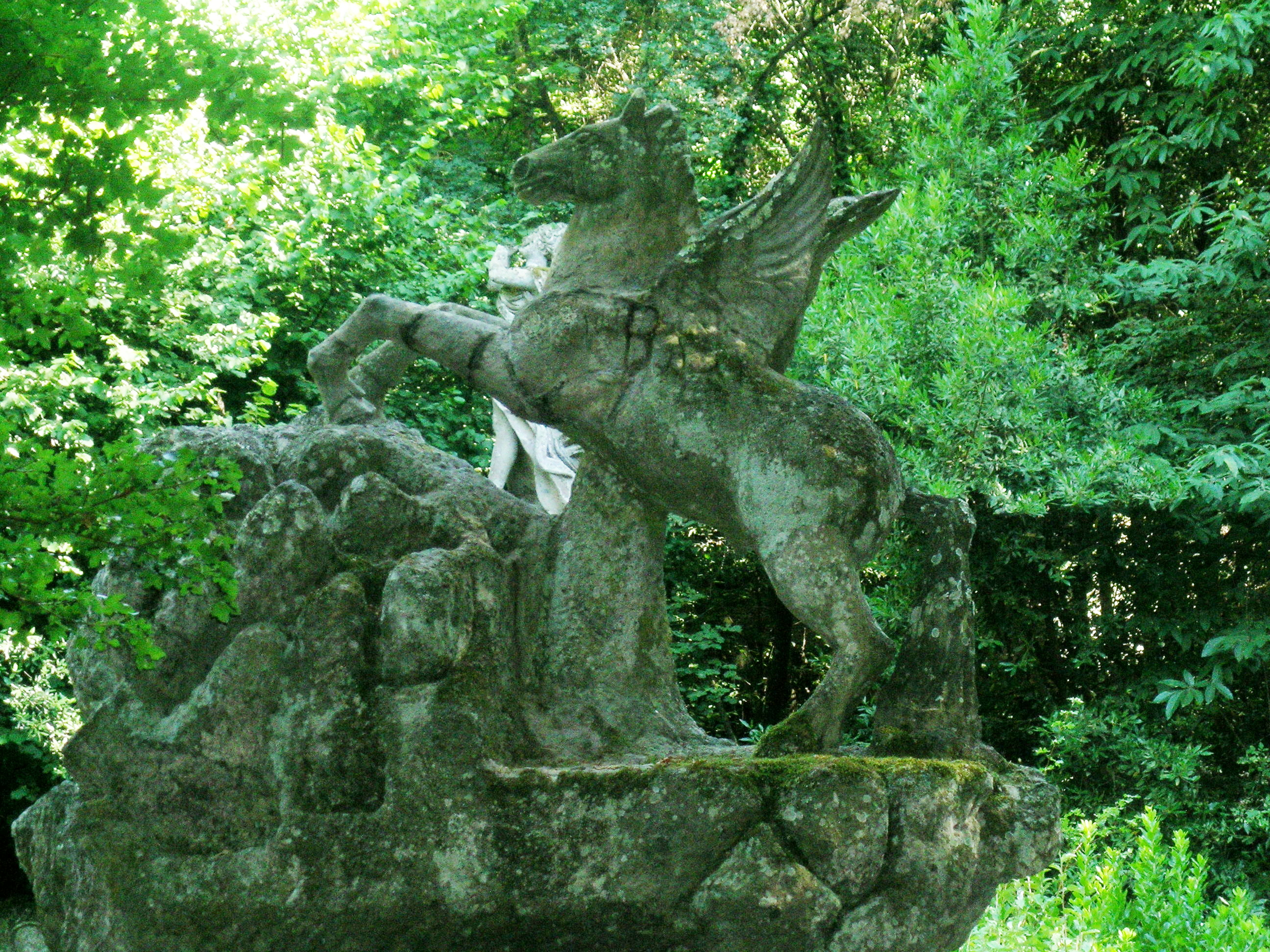
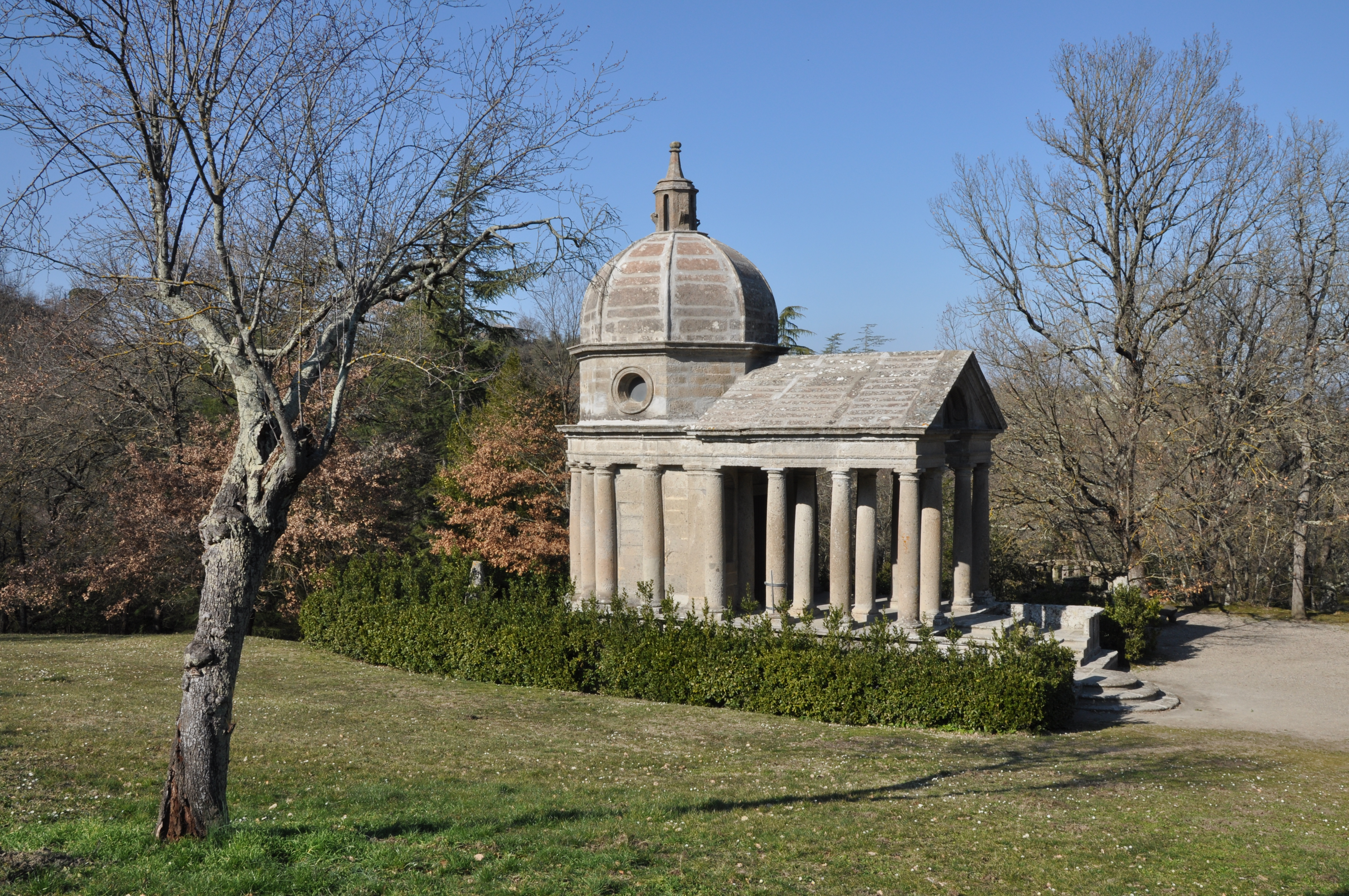
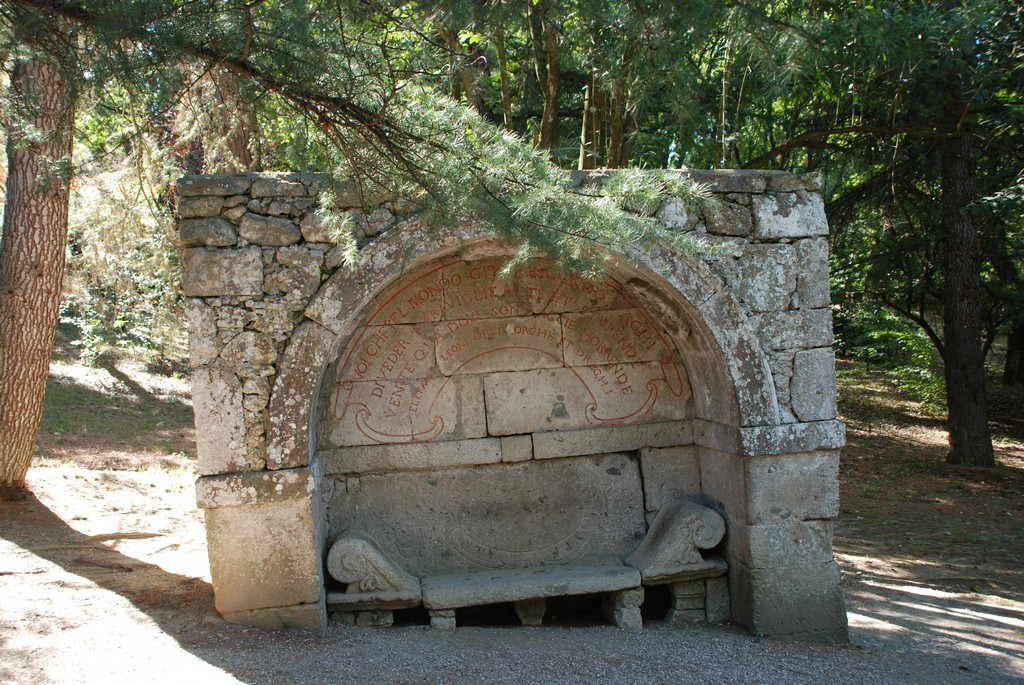
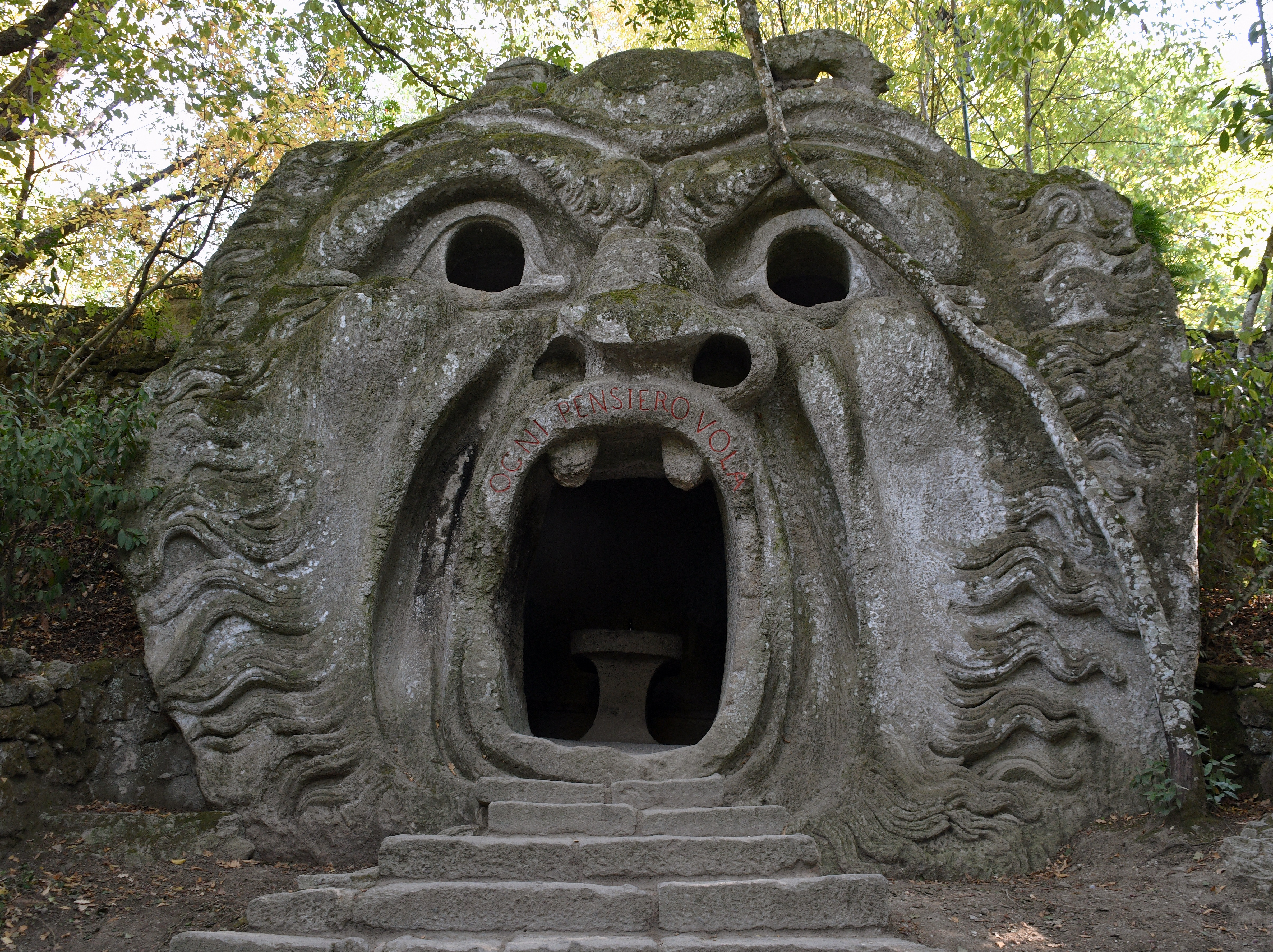
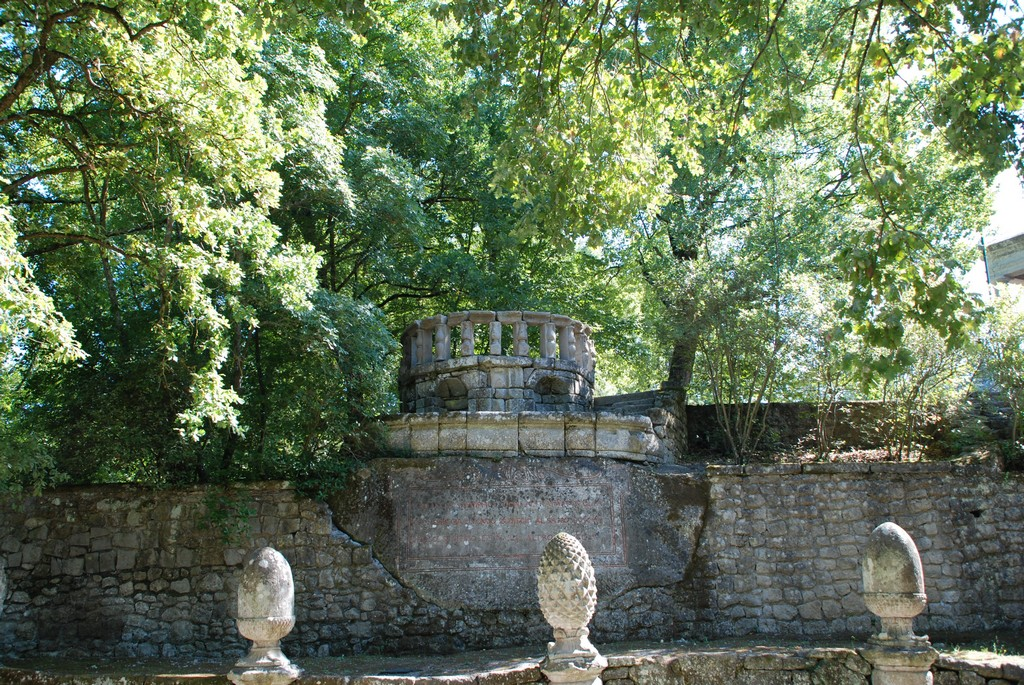

## Складові частини, павільйони і паркові скульптури

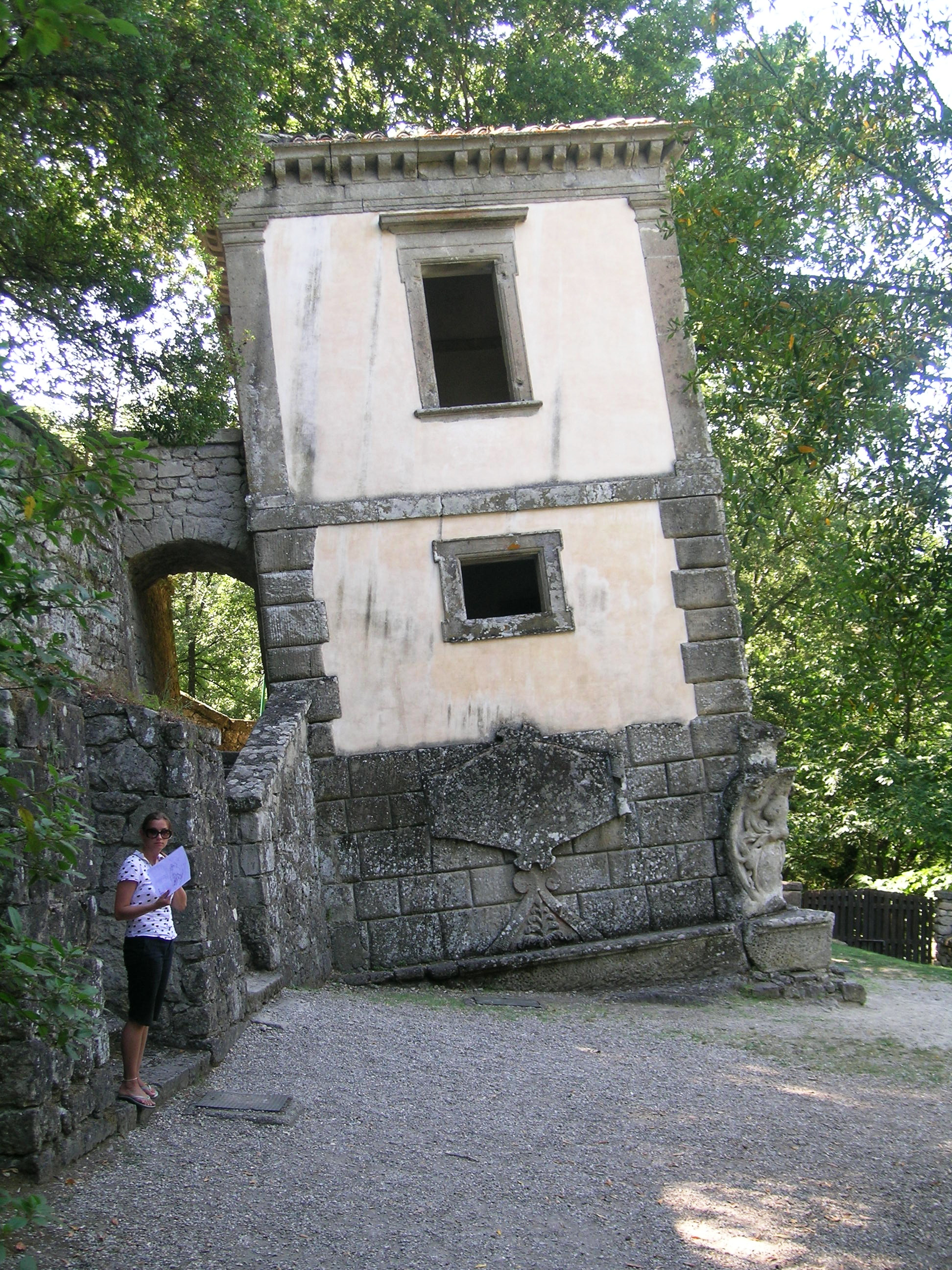
Похилений будиночок

Садово-парковий ансамбль має близько тридцяти паркових павільйонів та садових скульптур. Серед них —
- Похилений будиночок
- Мініатюрний Сад природи
- Храм вічності
- Велетенська черепаха
- Скульптура Пегас
- Протей
- Дві Сірени
- Бойовий слон Ганнібала
- Дракон
- Геракл, що перемагає Какуса
- Афродіта
- Фонтан Нептун
- Триголовий пес Цербер
- Жінка-змія Єхидна
- Леви
- Велетенська німфа, що спить
- Богиня помсти Фурія
- Дві скульптури богині Церери
- Садовий театр просто неба
- Брама до пекла та ін.

## Парк Священний ліс у культурі 20 ст.
- Дивацький парк Священний ліс серед перших відвідав 1938 року іспанський художник Сальвадр Далі. Враження від історичного парку з монстрами знайшли відбиток у його картині «Спокуси Св. Антонія».
- 1950 року про парк монстрів створив документальну кінострічку Мікеланджело Антоніоні.
- Низку фото 1953 року створив фотограф Брассай.
- Про парк у Бомарцо існує декілька відгуків різних письменників і статей у різних виданнях. Створена навіть одна опера.